# Grise rhétique
La Grise rhétique (rätisches Grauvieh en allemand) est une race bovine suisse.

## Origine
Originaire du canton des Grisons, dans l'est de la Suisse, on la trouvait autrefois dans une grande partie des Alpes orientales. C'est une race appartenant au rameau brun qui présente un type proche du type ancestral commun aux ancêtres de la brune. Au XXe siècle, la vache grise rhétique a été progressivement reléguée au fin fond des vallées de son canton d'origine, remplacée par la vache brune (braunvieh en allemand), jugée plus productive grâce à une sélection intense. 
Cette race de vaches fait l'objet d'une surveillance de la part de Pro Specie Rara. Les éleveurs de la grise rhétique sont fédérés en association depuis 1992.

## Morphologie
Elle porte une robe grise aux nuances dégradées de blanc presque pur au niveau des oreilles et du front, au gris ardoise foncé presque noir au garrot. Le taureau est brun gris plus foncé au garrot. Ses muqueuses sont sombres, mais le mufle est entouré d'une auréole claire. Elle porte des cornes torsadées vers l'extérieur.
C'est une petite race. La vache mesure 116 à 123 cm pour 350 à 500 kg et le taureau 120 à 128 cm pour 500 à 700 kg.

## Qualités

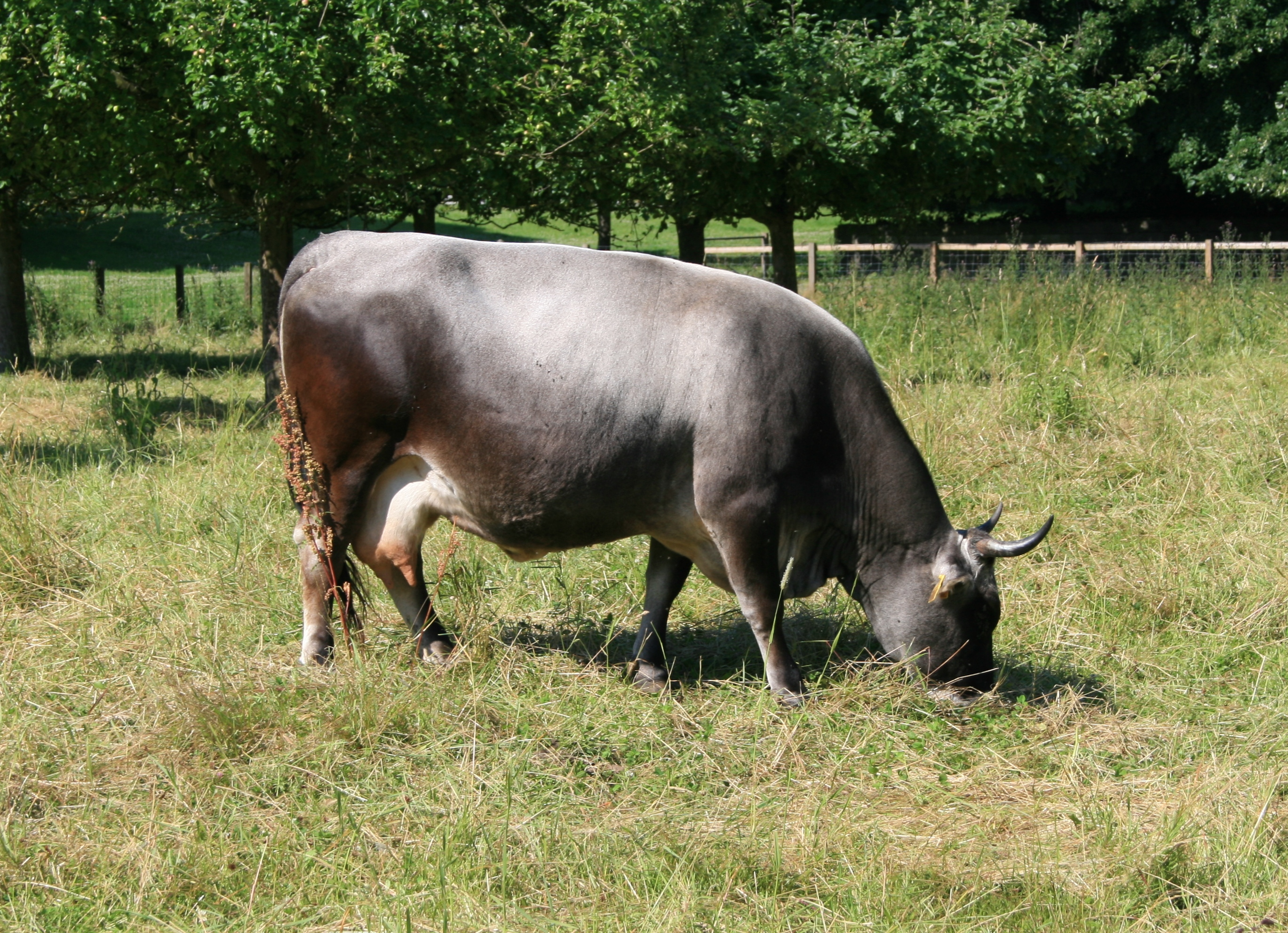

C'est une race classée à triple destination. Elle donne un lait riche en matière sèche, une viande de qualité et fournissait autrefois son travail. Elle est rustique, bien adaptée à son environnement montagnard, a une bonne longévité et transforme bien le fourrage parfois grossier des alpages de sa région. Elle tire mieux profit que la brune des environnements difficiles.